# Sigurjón Ólafsson
Sigurjón Ólafsson, född 1908 i Eyrarbakki, Island, död 1982, var en isländsk skulptör.

## Biografi
Òlafsson växte upp på Island, men år 1928 flyttade han till Danmark, för att studera vid Det Kongelige Danske Kunstakademi där han 1935 gjorde sitt slutprov. Under denna tid gjorde han också ett avbrott för att studera i Rom. År 1945 var Ólafsson tillbaka till Island där han bodde och arbetade i Laugarnes i Reykjavik och fick många uppdrag. Gerdur Helgadóttir var elev till Òlafsson.

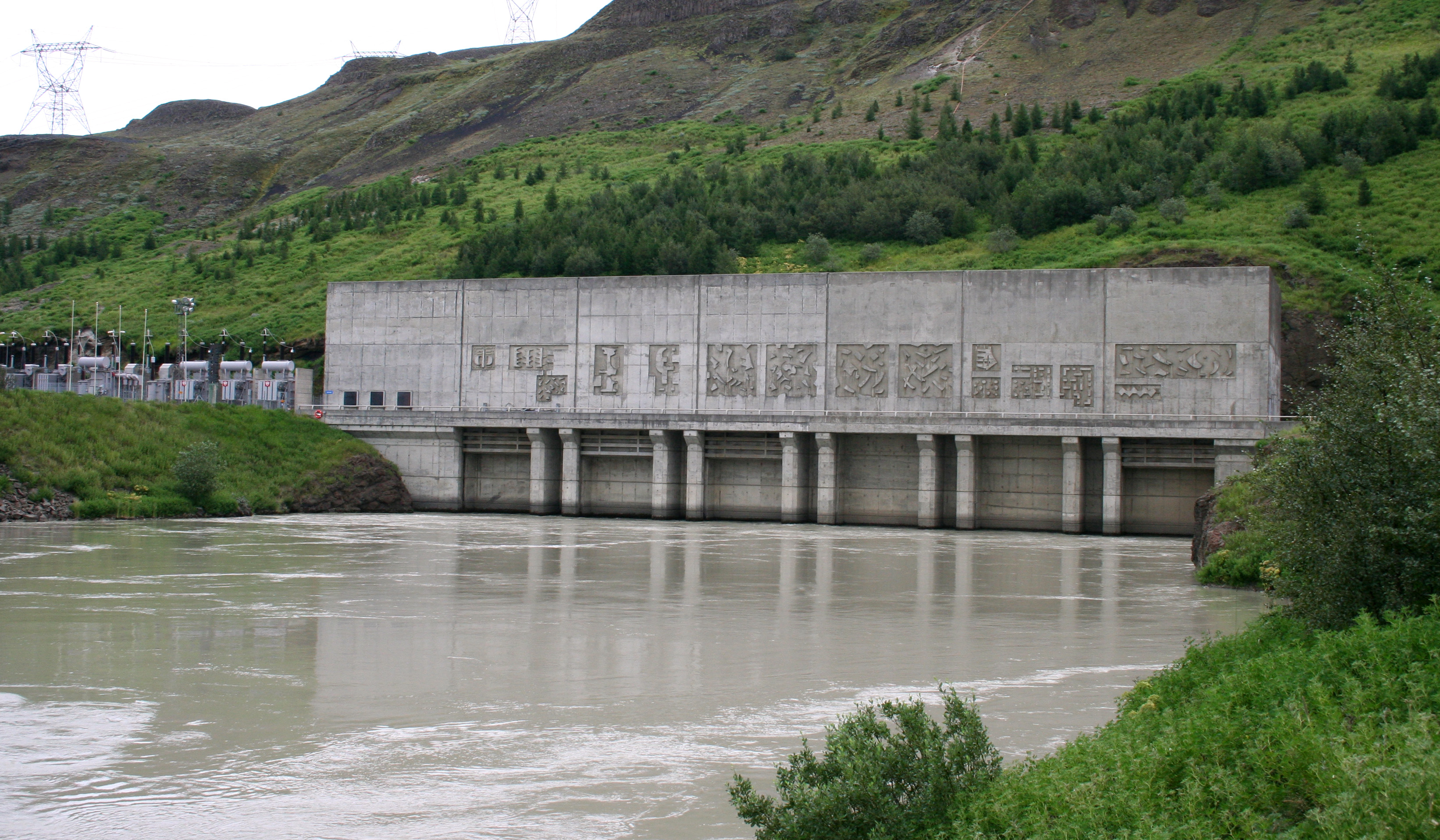
Búrfellreliefen.

## Konstnärskap
Ólafsson har skapat dels rent realistiska verk såsom porträtt, dels kubistiskt förenklade, nästan abstrakta kompositioner med anknytning till primitiv konst.
År 1934-35 arbetade Ólafsson på en 3 x 4 meter stor relief (Saltfiskstöflun), som var tillägnad den isländska arbetarklassen. År 1939 skapade han sin första abstrakta skulptur, kallad Maður og kona ("Man och hustru"). Under det tidiga 1940-talet arbetade han med två stenskulpturer för torget i den danska staden Vejle.
Efter sin återkomst till Island utformade Ólafsson bland annat en 90 meter lång relief på Búrfell kraftverk (1966-1969), samt arton verk i staden Reykjavik, inklusive Öndvegissúlur ("Tron pelare", 1971) i Hofði och Íslandsmerki ("Islands emblem", 1972-1973).
Hans verk har ställts ut på Island och i Danmark, Sverige, Italien och USA.

## Hedersbetygelser
- År 1930 fick han guldmedalj i Det Kongelige Danske Kunstakademi för sin skulptur Verkamaður ("Arbetare").
- År 1939 tilldelades han Eckersbergmedaljen för sitt arbete Moðir mín ("Min mor").
- I Laugarnes i Reykjavik är ett museum tillägnat Ólafsson.